# پا پا، شهرستان ماریون، ویرجینیای غربی
پا پا (به انگلیسی: Paw Paw) یک منطقهٔ مسکونی در ایالات متحده آمریکا است که در شهرستان ماریون، ویرجینیای غربی واقع شده‌است. پا پا ۲۷۴٫۹۳ متر بالاتر از سطح دریا واقع شده‌است.